# Диомедове кобиле
Диомедове кобиле су у грчкој митологији биле изузетно лепе и снажне животиње. Биле су сапете гвозденим ланцима у стајама, јер њих никакви окови нису могли да задрже. Њих је краљ Диомед хранио људским месом - најчешће месом странаца, који би гоњени невременом дошли у његов град.
Хераклов осми подвиг је од њега захтевао да отме те кобиле. После борбе са Диомедом, где је краљ изгубио живот, Херакле је коње одвео Еуристеју, који је наредио да буду пуштени на слободу. Дивље кобиле су побегле у Ликејонске планине, где су их растргле дивље звери.